# Epideira candida
Epideira candida é uma espécie de gastrópode do gênero Epideira, pertencente à família Horaiclavidae.